# يان أندرسون (لاعب كرة قاعدة)
يان أندرسون (بالإنجليزية: Ian Anderson)‏ هو لاعب كرة قاعدة أمريكي، ولد في 2 مايو 1998 في كليفتون بارك في الولايات المتحدة.

## وصلات خارجية
- يان أندرسون على موقع دوري كرة القاعدة الرئيسي (الإنجليزية)
- يان أندرسون على موقعبيزبول رفرنس.كوم (الدوري الرئيسي) (الإنجليزية)
- يان أندرسون على موقعبيزبول رفرنس.كوم (الدوري الثانوي) (الإنجليزية)
- يان أندرسون على موقع إي إس بي إن.كوم (أم.أل.بي) (الإنجليزية)
- يان أندرسون على موقع مشجعي الرسوم البيانية (الإنجليزية)